# M/S Stena Livia
M/S Stena Livia är ett RoPax-fartyg som går på linjen Travemünde–Liepaja för Stena Line.
Fartyget tillhör den mycket långa serien av Ropax-fartyg från Visentini med mer än tjugo beställda fartyg.

## Historik
Levererad i oktober 2008 till Fosse Way Shipping Ltd (Epic Shipping), London under namnet Norman Voyager och satt i trafik mellan Le Havre och Portsmouth/Rosslare för LD Lines. 2009-2011 Utchartrad till Celtic Link för Rosslare–Cherbourg–Portsmouth. 2011 åter till LD lines och insatt St Nazaire–Gijón, därefter åter Le Havre–Portsmouth. I april 2012 såld till Stena RoRo. Från mars 2014 utchartrad till Brittany ferries och omdöpt till M/S Etretat och i trafik mellan Portsmouth och Le Havre/Bilbao. Återlämnad till Stena mars 2021 och omdöpt till Stena Livia den 9 april samma år. Därefter insatt mellan Norvik (Nynäshamn) och Ventspils för att sedan flyttas till Travemünde–Liepaja.